# 马里乌斯·波帕
马里乌斯·波帕（羅馬尼亞語：Marius Popa，1978年7月31日—），罗马尼亚男子足球运动员，司职守门员。他曾代表罗马尼亚国家队参加2008年欧洲足球锦标赛，结果队伍止步小组赛阶段。